# Parthenay
 Parthenay  es una comuna (municipio) de Francia, en la región de Nueva Aquitania, departamento de Deux-Sèvres, en el distrito y cantón de su nombre. Está integrada en la Communauté de communes de Parthenay.

## Demografía
| 2 855 | 3 213 | 3 527 | 4 027 | 4 781 | 4 288 | 4 921 | 5 046 | 4 685 | 5 057 | 4 844 | 4 778 | 5 091 | 6 305 | 6 646 | 7 297 | 6 915 | 7 509 | 7 155 | 7 544 | 6 582 | 6 830 | 7 175 | 7 367 | 7 947 | 8 350 | 9 616 | 11 334 | 12 728 | 11 395 | 10 809 | 10 466 | 10 415 |
| Para los censos de 1962 a 1999 la población legal corresponde a la población sin duplicidades (Fuente: INSEE [Consultar]) |       |       |       |       |       |       |       |       |       |       |       |       |       |       |       |       |       |       |       |       |       |       |       |       |       |       |        |        |        |        |        |        |

La aglomeración urbana tenía una población de 18 201 habitantes y comprende además las comunas de Châtillon-sur-Thouet, Le Tallud, Pompaire y Viennay.